# Alcis unistrigata
Alcis unistrigata là một loài bướm đêm trong họ Geometridae.